# Дом Полтавских губернских государственных учреждений
Дом Полтавских губернских государственных учреждений — памятник истории и архитектуры Украины, расположен в Полтаве в восточном секторе Круглой площади между улицами Монастырской и Соборности.

## История здания

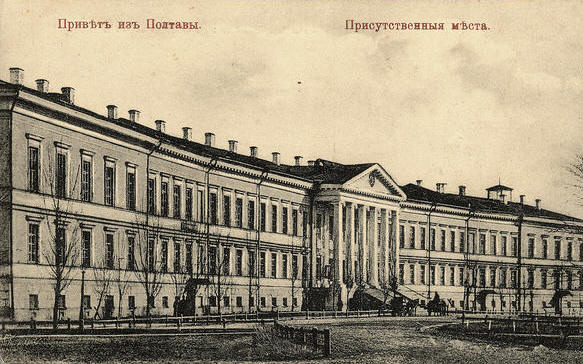
Дом в начале 20 века

Дом сооружён в 1811 году в стиле классицизма, архитектор Адреян Захаров. Сначала корпус занимал лишь часть участка, а по бокам шло кирпичное ограждение с двумя расположенными воротами. В 1818 году в здании провели ремонт, а в 1866 году вплотную к главному корпусу были пристроены боковые крылья по проекту харьковского архитектора Ф. И. Данилова. На протяжении XIX века и начале XX здесь находилось большинство Полтавских губернских учреждений: губернская управа, «Приказ общественного призрения», казённая палата. В делах службы дом посещал Александр Пальм — русский поэт и драматург, которого в 1868 году перевели в Полтаву управляющим отделения государственного банка.
После Октябрьской революции в здании разместились учреждения губисполкома. В 1943 году в здании произошёл пожар. Дом отреставрировали в 1948—1952 годах по проекту Д. Н. Гольдинова и других архитекторов, при консультации Е. И. Катонина.
В настоящее время здесь размещается Полтавский горсовет.